# Xavier Stierli
Xavier Stierli (Oberägeri, 29 oktober 1940) is een Zwitsers voormalig voetballer die speelde als verdediger.

## Carrière
Stierli speelde gedurende zijn hele carrière voor FC Zürich, waarmee hij landskampioen werd in 1963, 1966 en 1968. De beker van Zwitserland in 1966 en 1970.
Hij speelde twaalf interlands voor Zwitserland, met zijn land nam hij deel aan het WK 1966 in Engeland.

## Erelijst
- FC Zürich
  - Landskampioen: 1963, 1966, 1968
  - Zwitserse voetbalbeker: 1966, 1970